# Euprognatha limatula
Euprognatha limatula is een krabbensoort uit de familie van de Inachoididae. De wetenschappelijke naam van de soort is voor het eerst geldig gepubliceerd in 2008 door Santana & Tavares.